# Silberpfeil
Silberpfeil war die volkstümliche Bezeichnung für die deutschen Grand-Prix-Rennwagen in den Jahren vor dem Zweiten Weltkrieg, die in den 1950er-Jahren wieder gebräuchlich wurde. Sie entstand, nachdem die Fahrzeuge von Mercedes-Benz beim Eifelrennen 1934 wie schon 1932 von Brauchitschs Wagen auf der Avus nicht in der üblichen deutschen Rennfarbe Weiß, sondern im blanken, silbern schimmernden Aluminium gestartet waren. Auch die Auto Union AG fuhr in „Silber“, sodass ihre Rennwagen ebenfalls Silberpfeile, gelegentlich zur Unterscheidung aber auch „Silberfische“ genannt wurden.
Durch die Erfolge insbesondere der Vorkriegsfahrzeuge im internationalen Automobil-Rennsport, die nicht zuletzt auf der für damalige Verhältnisse überdurchschnittlich professionellen Vorbereitung und Mechanikerarbeit beruhten, wurde der Begriff „Silberpfeil“ zum Mythos. Für immer verbunden mit dieser erfolgreichen Ära sind die Rennfahrer Rudolf Caracciola, Hans Stuck, Bernd Rosemeyer, Tazio Nuvolari, Hermann Lang usw. sowie später Stirling Moss und Juan Manuel Fangio. Lang fuhr sowohl vor als auch noch einmal nach dem Zweiten Weltkrieg für Mercedes-Benz den Großen Preis von Deutschland.
Später wurden die ab 1997 teilweise silberfarben lackierten Rennwagen von McLaren-Mercedes mitunter als Silberpfeile bezeichnet, ebenso wie die GT-Rennwagen Mercedes-Benz CLK-GTR und Mercedes-Benz CLR der späten 1990er Jahre. 2010 starteten mit Michael Schumacher und Nico Rosberg erstmals wieder Werks-Silberpfeile von Mercedes in der Formel 1.

## Namensursprung

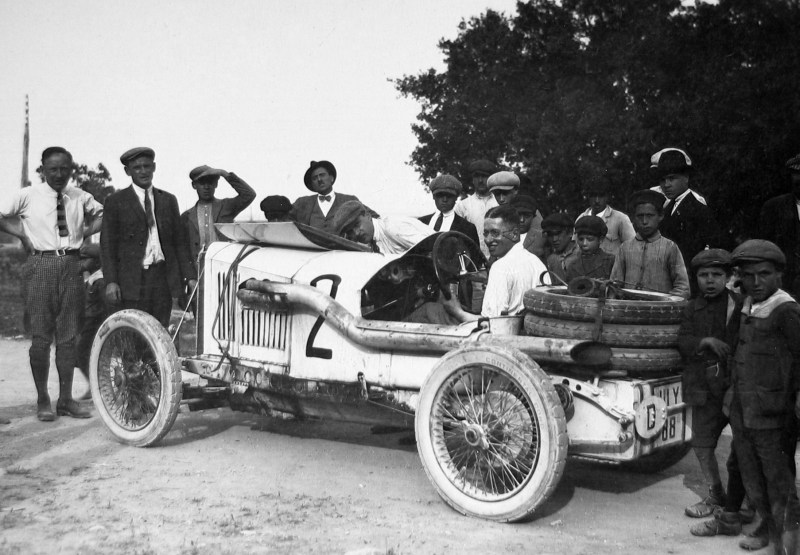
Steiger in Weiß bei der Targa Florio 1924. Man beachte das D-Schild sowie das amtliche Kennzeichen III Y für den Donaukreis in Württemberg

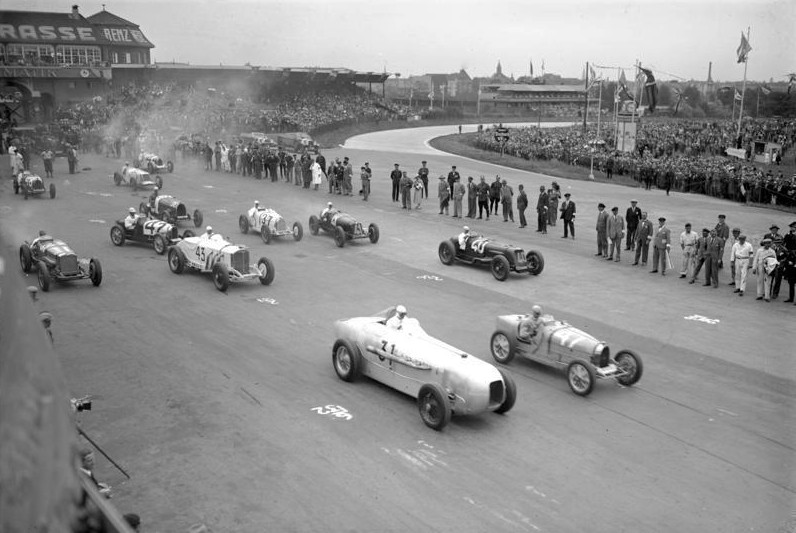
Beim Avusrennen 1932 hatte Manfred von Brauchitsch seinen Mercedes SSKL Nr. 31 mit unlackierten Alublechen verkleidet, er gewann das Rennen

Anfang des 20. Jahrhunderts wurden in internationalen Motorsport-Wettbewerben zur Kennzeichnung der nationalen Herkunft eines Teilnehmers für dessen Wagen entsprechende Kennfarben eingeführt, wobei meist an bereits bestehende Traditionen angeknüpft wurde. Dabei wurde Weiß die Farbe der Deutschen bzw. deren Rennwagen, ähnlich wie auch deutsche Sportmannschaften meist diese Farbe trugen.
Bei nationalen Rennen war keine internationale Rennfarbe gefordert, bei internationalen wurden Ausnahmen gemacht. Beim AVUS-Rennen 1932 fuhr Manfred von Brauchitsch einen Mercedes-Benz SSKL mit unlackierten Verkleidungsblechen aus Aluminium. Er gewann das Rennen überraschend, wobei der Radiosprecher Paul Laven von einem „silbernen Pfeil“ sprach.

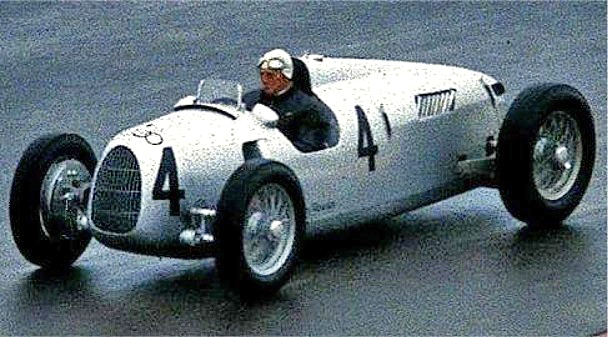
Auto Union Typ C bei Eröffnung der Grand-Prix-Strecke des Nürburgrings 1984

Erstmals am 27. Mai 1934 auf der AVUS in Berlin tauchten die Fahrzeuge von Mercedes-Benz in Silber auf. Vorher in anderen Motorsportsegmenten tätig, gingen dort auch die von der Auto Union AG entwickelten Rennwagen vom Typ A in Silber an den Start. Historisch ungeklärt ist, warum sie von Beginn an silberfarbig waren. An diesem Tag blieben die Mercedes-Startplätze jedoch leer, da schon im Training Probleme mit der Benzinzufuhr aufgetreten waren, die sich in der kurzen Zeit nicht beheben ließen. Auto Union hatte ebenfalls Probleme und wurde hinter zwei Alfa Romeo der Scuderia Ferrari Dritter. Das darauf folgende Eifelrennen war international ausgeschrieben, Mercedes-Fahrer Manfred von Brauchitsch gewann. In der Presse war bald von „Silberpfeilen“ die Rede.
Wie auch in einem bei Mercedes-Benz Classic vorhandenen Schwarzweiß-Dokumentarfilm berichtet wurde, beruht die Entstehung der Mercedes-Silberpfeile auf einer Verlegenheitslösung: Bereits im Oktober 1932 hatte die internationale Sportbehörde das zulässige Gesamtgewicht der Formel-Rennwagen für die Jahre 1934 bis 1936 auf maximal 750 kg (ohne Fahrer, Kraftstoff, Öl, Wasser und Reifen) festgelegt, um leichtere und leistungsschwächere Fahrzeuge als die bisherigen zu erzwingen. Nach dieser Vorgabe entwickelte Mercedes-Benz den W 25, der jedoch bei der technischen Abnahme zum Eifelrennen auf dem Nürburgring am 3. Juni 1934 nicht 750, sondern 751 kg wog. Rennleiter Alfred Neubauers Ausspruch „Nun sind wir die Gelackmeierten!“ soll Fahrer Manfred von Brauchitsch auf die Idee gebracht haben, den weißen Lack abzuschleifen, um das Gewicht auf das zulässige Limit zu verringern. Über Nacht entfernten demnach die Mechaniker den Lack von den Wagen. Dabei sei das typisch silbern glänzende Aluminiumblech zum Vorschein gekommen, das dem W 25 und seinen Nachfolgern den Namen „Silberpfeil“ eingebracht habe. In anderen Quellen ist zu lesen, dass nach dem Abschleifen ein hauchdünner Film Silberfarbe aufgetragen worden sei.
Manfred von Brauchitsch bestätigte die Geschichte in einem Interview wenige Jahre vor seinem Tod. Laut SWR-Autor Eberhard Reuß sollen jedoch zeitgenössische Schwarz-Weiß-Fotos des Fotografen Heinz von Perckhammer zeigen, dass die Wagen von Anfang an silberfarben waren. Zudem seien sowohl das Eifelrennen als auch der Lauf auf der Avus sogenannte „formelfreie“ Rennen gewesen, bei denen die 750-kg-Gewichtsbegrenzung keine Rolle spielte. Historiker von Mercedes-Benz sagten jedoch, sie hätten Jahre nach dem Tod des Pressefotografen Zoltán Glass in dessen Nachlass Bilder bzw. Negative gefunden, auf denen zu sehen sei, dass die Fahrzeuge im Training weiß waren und zum Rennen in Silber antraten.
Weiter gefasst versteht man unter dem Namen Silberpfeil auch die Hochgeschwindigkeitswagen aus der Zeit der NS-Herrschaft. Zu erwähnen sind hier der Mercedes-Benz T 80 und der Stromlinienrekordwagen von Mercedes-Benz, der vom Konstruktionsbüro Porsche entwickelt wurde, das in der gleichen Zeit die Autos des Konkurrenten Auto Union entwarf, und der Auto-Union-Rekordwagen, mit dem Bernd Rosemeyer als erster die 400 km/h überschritt.
1937 überraschte die Auto Union AG die Welt mit diesem für Rekordversuche gebauten Stromlinien-Rennwagen Typ R. Bernd Rosemeyer stellte am 25. Oktober 1937 den absoluten Automobil-Weltrekord von 406,32 km/h über 1 km auf und erzielte am 26. Oktober 404,6 km/h über 5 km, jeweils mit fliegendem Start. Dieser Weltrekordwagen wurde aus dem Mittelmotor-Grand-Prix-Rennwagen Typ C des Jahres 1936 entwickelt. Der Typ R hatte einen kompressoraufgeladenen 16-Zylinder-V-Motor mit 6 Liter Hubraum und 382 kW (519 PS) bei 5000/min. Nach dem Zweiten Weltkrieg wurde das Original aus Deutschland verschleppt, eine originalgetreue Nachbildung ist jedoch im Audi museum mobile in Ingolstadt zu besichtigen.

## Mercedes-Benz W 25 (1934 bis 1936)

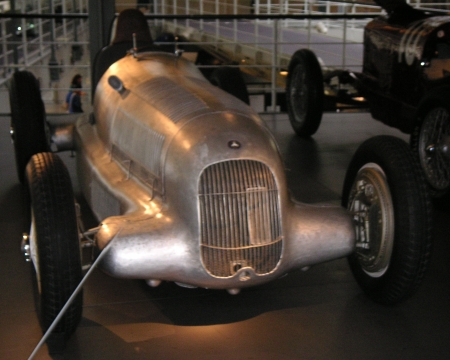
Mercedes W 25 von 1934 im Mercedes-Benz Museum

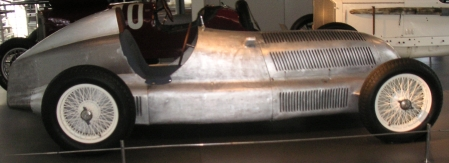
Mercedes W 25 von 1934, Seitenansicht

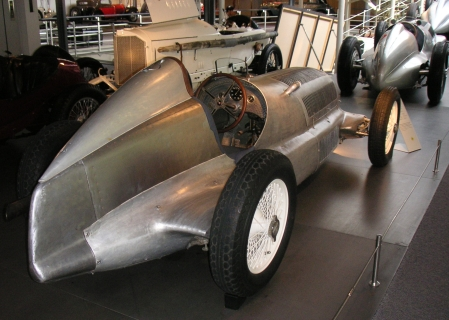
Mercedes W 25 von 1934, Heckansicht

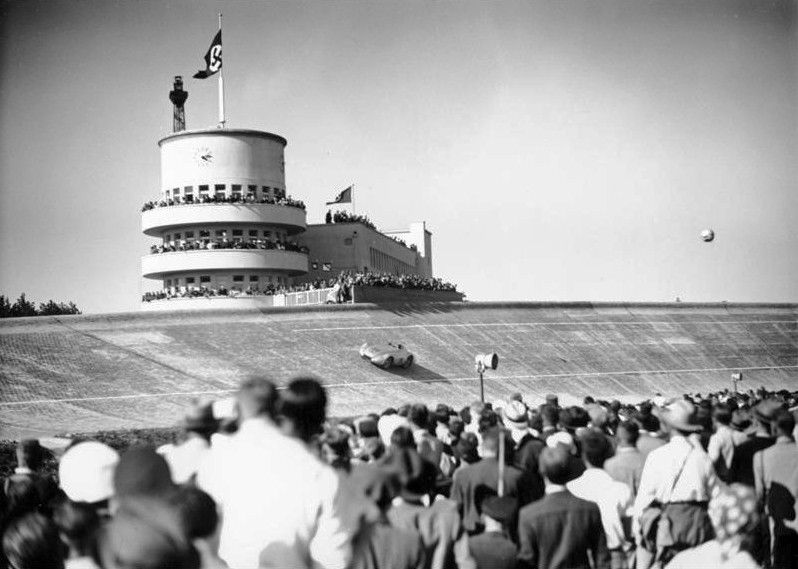
Vollverkleideter Mercedes W 25 K in der Steilkurve der AVUS, 1937

1934 startete Mercedes-Benz mit dem W 25, als Premierentermin für das Fahrzeug plante man das AVUS- und das Eifelrennen im Vorfeld des Grand Prix von Frankreich am 1. Juli 1934, des zweiten Großen Preises der Saison.
Verantwortlich für das Projekt war Hans Nibel, für das Chassis Max Wagner, für den Motor das Duo Albert Heeß und Otto Schilling. In der Experimentalabteilung unter Fritz Nallinger prüfte Georg Scheerer die Maschinen. Otto Weber baute sie zusammen, Jakob Kraus montierte die Chassis. Technische Impulse gab der im Februar 1933 vorgestellte Serienwagen Typ 380. Er setzte damals neue Standards mit seinem kompressoraufgeladenen Achtzylinder-Reihenmotor und seiner rundum unabhängigen Radaufhängung: Doppelquerlenker vorn, Schwingachse (Pendelachse) hinten.
Der Rennwagenmotor, ein Vierventiler mit zwei obenliegenden Nockenwellen, an dem jeweils vier Zylinder mit dem Zylinderkopf und den Kühlwassermänteln verschweißt waren, wog 211 Kilogramm. Der Kompressor saß vorn und versorgte zwei Druckvergaser mit komprimierter Luft. Der Tank fasste 215 Liter, der Verbrauch betrug 98 Liter auf 100 Kilometer. Die vier Fahrstufen und den Rückwärtsgang legte der Fahrer mit Kulissenschaltung mit Verriegelung rechts neben dem Fahrersitz ein.
Zunächst lief im Mai 1933 probehalber ein Einzylinder auf dem Prüfstand. Ein kleines Roots-Gebläse aus einem serienmäßigen Mercedes-Benz von 1922 blies komprimierte Luft in den Steigstromvergaser. Der Fahrzeugrahmen bestand aus zwei Längsträgern im U-Profil mit Querverstrebung, aus Gewichtsgründen wie am SSKL vielfach durchbohrt. Die Karosserie mit ihren vielen Kühlschlitzen wurde von Hand aus Aluminium gehämmert. Die Aufhängungen waren strömungsgünstig umkleidet, ein schlichter Grill mit vertikalen Stäben schloss den Aufbau nach vorn, ein sich verjüngendes Heck nach hinten ab.
Die Einsatzautos für 1934 waren Anfang Mai komplett. Am Donnerstag vor dem Avus-Rennen am 27. Mai nahmen Manfred von Brauchitsch, Luigi Fagioli und Rudolf Caracciola Platz in ihren Fahrzeugen; nach technischen Problemen im Training zog das Management die drei Wagen zurück – sie seien noch nicht rennfertig, hieß es. Premiere wurde daraufhin das Eifelrennen eine Woche später.
Die 750-Kilogramm-Formel wurde geschaffen, um die ausufernden Geschwindigkeiten der Boliden zu begrenzen. Erreicht wurde genau das Gegenteil, da die Konstrukteure die Hubräume vergrößerten. 206 kW (280 PS) peilten die Mercedes-Benz-Techniker für den Erstling M 25 A an, sie rechneten dabei die Literleistung des Zweiliter-Kompressor-Triebwerks M 218 von 1924 hoch. Sie betrug 63 kW (86 PS), so dass es auf dieser Basis für den neuen Motor eines Volumens von 3360 cm³ bedurfte. Tatsächlich leistete der Achtzylinder anfänglich 260 kW (354 PS). Danach gab es mehrere Ausbaustufen. Die Variante M 25 AB mit 3710 cm³ Hubraum leistet 293 kW (398 PS). Dann folgten die Varianten M 25 B mit 3980 cm³ und 316 kW (430 PS), C mit 4300 cm³ und 340 kW (462 PS) und schließlich 1936 die Version ME 25 mit 4740 cm³ und 363 kW (494 PS) – jeweils bei 5800/min.
Die Bilanz für den Mercedes-Benz W 25: 16 Siege in Großen Preisen und weiteren bedeutenden Rennen.
Technische Daten
| Einsatz:               | 1934 bis 1936                                             |
| Motor:                 | 8-Zylinder-Viertakt-Otto-Reihenmotor, Kompressoraufladung |
| Hubraum:               | 3360 cm³                                                  |
| Leistung:              | 206 kW (280 PS), später bis zu 363 kW (494 PS)            |
| Höchstgeschwindigkeit: | ca. 300 km/h                                              |

## Mercedes-Benz W 125 (1937)

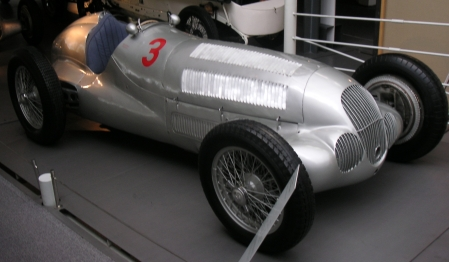
Mercedes-Benz W 125 von 1937

Für die Saison 1937 entwickelte Mercedes-Benz einen neuen Rennwagen: den W 125. Dessen Chassis bildete ein stabiler Ovalrohrrahmen aus einem speziellen Stahl mit vier Querträgern, wie er für die Produktionswagen der Marke erprobt war und zum Beispiel im Typ 230 von 1938 verwendet wurde. Anders geführt waren die Räder, vorn an doppelten Querlenkern mit Schraubenfedern wie bei den Serienmodellen 500 K und 540 K, hinten an einer De-Dion-Doppelgelenkachse, die konstanten Sturz bei geringfügiger Änderung der Spurweite garantierte, mit längs angesiedelten Drehstabfedern und hydraulischen Dämpfern. Sie wurde ursprünglich durch Reibungsstoßdämpfer unterstützt, diese Doppellösung wurde jedoch bald verworfen. Seitliche Lenker gaben Schub- und Bremsmomente an das Fahrgestell weiter.
Der Ingenieur Rudolf Uhlenhaut wählte nach ausgiebigen Versuchsfahrten auf dem Nürburgring eine neuartige Fahrwerksauslegung: Die bislang übliche Abstimmung des Fahrwerks – hart gefedert, aber wenig gedämpft – verkehrte Uhlenhaut ins Gegenteil: Der W 125 rollte weicher gefedert, aber stärker gedämpft an den Start. Das äußere Erscheinungsbild ähnelte dem seines Vorgängers.
Unverwechselbarkeit stellte sich vor allem durch die drei Kühlöffnungen in der Frontpartie ein. Für das sehr schnelle Avus-Rennen am 30. Mai 1937 wurde er mit einer Stromlinienkarosserie versehen. Getriebe und Differential bildeten eine Einheit. Der Achtzylinder-Reihenmotor war die höchste Ausbaustufe des seit 1934 aktuellen Grand-Prix-Triebwerks. Der Kompressor war den Vergasern nachgeordnet, so dass er mit dem bereits fertigen Gemisch beschickt wurde.
Der W 125 wurde nur ein Jahr lang eingesetzt. Er ließ sich auf den jeweiligen Kurs durch unterschiedliche Getriebe, Tankvolumina und Spritmischungen, Vergaser, Lader, Reifen- und Felgengrößen, Reifenprofile und selbst durch die äußeren Maße einstellen. Entsprechend variierten Leistung, Drehmoment, Höchstgeschwindigkeit sowie die Geschwindigkeiten in den einzelnen Gängen. Zum Beispiel standen acht verschiedene Übersetzungsverhältnisse und zwei unterschiedliche Hinterradgrößen (7,00-19" und 7,00-22") zur Verfügung. Dabei verbrauchte der Motor, inzwischen bei 5660 Kubikzentimeter Hubraum angelangt, einen Liter Kraftstoff pro Kilometer, einer Mischung aus 88 Prozent Methanol, 8,8 Prozent Aceton sowie Spuren anderer Substanzen.
Rennfertig ohne Fahrer brachte der W 125 rund 1021 Kilogramm mit 240 Litern Kraftstoff, sieben Litern Kühlflüssigkeit, neun Litern Motor- und 3,5 Litern Getriebeöl auf die Waage. Bis zu 475 kW (646 PS) leistete der 222 Kilogramm schwere Motor, was einer Literleistung von 84 kW (114 PS) sowie einem Leistungsgewicht von 1,16 kg/PS entsprach – ein Wert, der erst Jahrzehnte später überboten wurde, ebenso wie Hermann Langs Durchschnittsgeschwindigkeit auf der AVUS.
Der Cannstatter gewann auch das Auftaktrennen in Tripolis, von Brauchitsch den Grand Prix de Monaco. Die Großen Preise von Deutschland, der Schweiz, von Italien und der Tschechoslowakei sowie die Europameisterschaft jenes Jahres gewann Rudolf Caracciola. Beim letzten Grand Prix der Saison 1937 im englischen Donington musste man dem großen Rivalen Bernd Rosemeyer im Auto Union Typ C den Vortritt lassen. Zwei Dreifach- und drei Doppelsiege unterstrichen die Leistungsfähigkeit von Uhlenhauts Konzept ebenso wie der Sieg beim Großen Preis von Deutschland auf dem Nürburgring am 25. Juli 1937, bei dem Caracciola vor 350.000 Zuschauern seinen Teamkollegen Manfred von Brauchitsch schlug.
Technische Daten
| Einsatz:               | 1937                                                      |
| Motor:                 | 8-Zylinder-Viertakt-Otto-Reihenmotor, Kompressoraufladung |
| Hubraum:               | 5660 cm³                                                  |
| Leistung:              | 435 kW (591 PS), später bis zu 475 kW (646 PS)            |
| Höchstgeschwindigkeit: | mehr als 300 km/h                                         |

## Mercedes-Benz W 154 (1938 bis 1939)

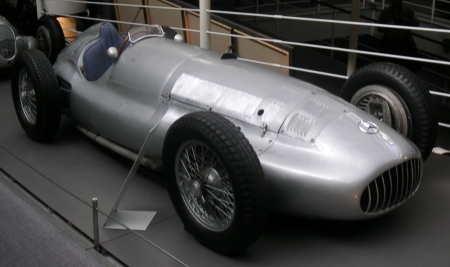
Mercedes W 154 von 1939

Im September 1936 gab die internationale Motorsportbehörde AIACR das technische Regelwerk für die Grand-Prix-Formel ab 1938 bekannt. Die Kernpunkte: maximal drei Liter Hubraum mit Kompressor oder 4,5 Liter ohne. Minimal 400 bis 850 Kilogramm Gewicht, je nach Hubraum. Die Saison 1937 war noch in Gang, da plante man bei Mercedes-Benz bereits die nächste mit einer Vielzahl von Ideen, Konzepten und konkreten Schritten. Ein W-24-Saugmotor mit drei Zylinderbänken und je acht Zylindern wurde ebenso erwogen wie Heckmotor, Benzindirekteinspritzung und Vollstromlinie. Vor allem aus thermischen Gründen entschied man sich am Ende für einen V12 mit 60 Grad Zylinderbankwinkel und Vierventiltechnik, den Albert Heeß im Hause Daimler-Benz selbst entwickelte. Mit einem Inhalt von 250 cm³ pro Zylinder war man wieder beim Minimalwert des Zweiliter-Achtzylinders M 218 aus dem Jahr 1924 angelangt. Glykol als Kühlflüssigkeit ließ Temperaturen bis zu 125 Grad Celsius zu. Vier obenliegende Nockenwellen betätigten über gegabelte Schlepphebel 48 Ventile. Je drei geschmiedete Stahlzylinder waren in aufgeschweißten Stahlblech-Kühlmänteln vereint, die Zylinderköpfe nicht abnehmbar. Leistungsstarke Pumpen ließen pro Minute 100 Liter Motoröl durch das 250 kg schwere Aggregat laufen. Unter Druck gesetzt wurde die Ansaugluft zunächst von zwei Einstufenkompressoren, die 1939 von einem Zweistufenkompressor ersetzt wurden.
Im Januar 1938 arbeitete der Motor erstmals auf dem Leistungsprüfstand. Sein erster fast störungsfreier Probelauf folgte am 7. Februar, wobei er 314 kW (427 PS) bei 8000/min leistete. Im Durchschnitt standen den Fahrern Caracciola, Lang, von Brauchitsch und Seaman in der ersten Saisonhälfte 316 kW (430 PS) zur Verfügung, am Ende waren es mehr als 344 kW (468 PS). Über das mit 349 kW (475 PS) stärkste Exemplar verfügte Hermann Lang in Reims, wo sein W 154 mit Tempo 283 km/h bei 7500/min über die zahlreichen Geraden fuhr. Erstmals hatte ein Mercedes-Benz-Rennwagen fünf Gänge.
Viel leichter als seine Kollegen von der Motorenentwicklung tat sich Fahrwerkingenieur Max Wagner, der die fortschrittliche Chassis-Architektur des W 125 vom Vorjahr weitgehend übernahm, die Verwindungssteifigkeit des Rahmens jedoch um 30 Prozent erhöhte. Der V12-Motor war tief und im Winkel geneigt eingebaut. Die Lufteinlässe der Vergaser ragten mitten aus dem Kühler hervor, der Grill davor wurde im Vorfeld der Saison immer breiter.
Der Pilot saß rechts neben der Kardanwelle. Dass der W 154 flach über dem Asphalt kauerte – die Räder überragten deutlich die Silhouette seines Aufbaus – senkte den Schwerpunkt beträchtlich ab und verlieh dem Wagen optisch einen dynamischen Auftritt.
Der W 154 war der bis dato erfolgreichste Silberpfeil: 1938 wurde Rudolf Caracciola Europameister, der W 154 siegte in drei von fünf Grand-Prix-Rennen. 1939 war Hermann Lang der mit Abstand erfolgreichste Fahrer des Jahres: Sieger in fünf von acht Rundstreckenrennen, außerdem in zwei Bergrennen. Die Bezeichnung „Europameister“ wurde ihm allerdings nur von NS-Seite zugesprochen (NSKK-Führer Hühnlein); die AIACR in Paris hatte ihn nach Ausbruch des Krieges nicht mehr vergeben. Nach dem geltenden Reglement hätte H. P. Müller (Auto Union Typ D) den Titel erhalten müssen.
Um Probleme bei der Gewichtsverteilung zu vermeiden, tarierte man die Balance mit einem zusätzlichen Satteltank über den Beinen des Fahrers aus. 1939 verhalf ein Zweistufenkompressor dem V12-Motor, intern M 163 genannt, zu 355 kW (483 PS) bei 7800/min. Die Bemühungen der AIACR, die Grand-Prix-Monoposti auf ein vertretbares Maß zu begrenzen, waren praktisch gescheitert. Die schnellsten Runden etwa auf dem Bremgarten-Kurs waren 1937 (nach der 750-Kilogramm-Formel) und 1939 (mit den Dreiliter-Motoren der neuen Generation) fast identisch. Auch sonst war der W 154 über den Winter erheblich überarbeitet worden. So gewährte eine höher gezogene Verkleidung im Bereich des Cockpits dem Piloten mehr Sicherheit, der kleine Instrumententräger thronte nun in seinem unmittelbaren Blickfeld auf dem Satteltank. Wie üblich vermittelte er nur die notwendigsten Informationen, mit einem großen Drehzahlmesser in der Mitte, flankiert von den beiden Anzeigen für Wasser- und Öltemperatur. Denn zu den Grundsätzen Uhlenhauts zählte, den Fahrer nicht durch ein Übermaß an Daten abzulenken.
Fakten
| Einsatz:               | 1938/39 |
| Motor:                 | V12-Zylinder-Viertakt-Ottomotor, 60° Zylinderbankwinkel, zwei Kompressoren, Ausführung im Jahr 1939 mit einem Zweistufenkompressor |
| Hubraum:               | 2963 cm³ |
| Leistung:              | 314 kW (427 PS), später bis zu 349 kW (475 PS)                                                                                     |
| Höchstgeschwindigkeit: | 330 km/h |

## Mercedes-Benz W 165 (1939)
Eines der Lieblingsrennen der Mercedes-Grand-Prix-Teams in den 1930er Jahren war der Große Preis von Tripolis in der damaligen italienischen Provinz Libyen (Nordafrika), eine Veranstaltung, die jedoch nicht in der Grand-Prix-EM-Wertung zählte.
Insgeheim ärgerte die Veranstalter, dass mit Alfa Romeo ein italienischer Rennwagen dieses Rennen zuletzt 1934 gewonnen hatte. Danach waren die deutschen Silberpfeile auf dem schnellen, dreizehn Kilometer langen Autodromo della Mellaha um den gleichnamigen See vor den Toren von Tripolis siegreich. 1935 gewann Rudolf Caracciola im Mercedes, 1936 gewann zumindest ein italienischer Fahrer, Achille Varzi im Auto-Union Typ C. 1937 und 1938 saß Hermann Lang am Volant des siegreichen Mercedes-Benz. Daher sollte Abhilfe geschaffen werden; bereits 1937 und 1938 sorgte eine eigens eingerichtete 1,5-Liter-Klasse für italienische Triumphe. Vieles deutete darauf hin, dass die zukünftig geltende Grand-Prix-Formel für Wagen mit dem gleichen Volumen ausgeschrieben wurde. Die italienische Motorsport-Behörde begrenzte den Hubraum für Top-Monoposti ab 1939 im eigenen Land auf 1500 cm³ (Voiturette-Formel). Alfa Romeo mit dem Alfetta 158 und Maserati mit dem neuen 4CL waren entsprechend gerüstet.
Verkündet wurde das Reglement Anfang September 1938. Mercedes-Benz-Rennleiter Alfred Neubauer erfuhr davon am 11. September nach dem Gran Premio d’Italia in Monza. Der 13. Tripoli Grand Prix war für den 7. Mai 1939 angesetzt. Es blieben also weniger als acht Monate. Ein erstes Treffen der Beteiligten wurde am 15. September 1938 anberaumt. Den Einwand der Konstrukteure, ein solches Projekt sei in der allzu knappen Zeit nicht machbar, schmetterte Max Sailer, Ex-Mercedes-Rennfahrer und seit 1934 Leiter der Konstruktion und Entwicklung des Fahrzeugprogramms, ab: am 18. November folgte die offizielle Weisung des Managements. Mitte Februar 1939 lagen die wesentlichen Zeichnungen von Motor-Spezialist Albert Heeß und Max Wagner vor. Anfang April kam es in Hockenheim zum ersten Test der Fahrer Rudolf Caracciola und Hermann Lang mit einem der beiden gebauten Wagen, der fast klaglos 500 Kilometer abspulte. Zur allgemeinen Verblüffung erschienen auf der Nennungsliste für den Tripoli Grand Prix, welche die Veranstalter am 11. April herausgaben, zwei Mercedes-Benz W 165 – die ersten 1,5-Liter-Rennwagen der Stuttgarter seit der Targa Florio 1922.
Der immense Zeitdruck löste Sachzwänge aus. Der W 165 musste sich in allen wesentlichen Punkten am aktuellen Grand-Prix-Wagen W 154 orientieren, der überdies gleichzeitig fieberhaft weiterentwickelt wurde. In der Tat kam der Tripolis-Monoposto wie ein maßstabsgerecht geschrumpfter kleiner Bruder daher, 3680 Millimeter lang (W 154: 4250 Millimeter), mit dem verkürzten Radstand von 2450 Millimetern (W 154: 2730 Millimeter). Die Streben seines Ovalrohrrahmens bestanden aus Chrom-Nickel-Molybdänstahl, neben den fünf Quertraversen bildete der hintere Motorträger eine zusätzliche Verstrebung. Der Fahrer saß etwas rechts von der Mitte, somit auch die Windschutzscheibe und die Rückspiegel. Wie am W 154 war die Kardanwelle im Winkel angebracht, ohne dass wegen der beengten Raumverhältnisse dadurch Platz für eine zentrale Position hätte geschaffen werden können. Überdies war der Sitz relativ weit nach vorn verlagert, weil Wagner möglichst viel Treibstoff innerhalb des Radstands unterbringen wollte. Wieder verbaute man zusätzlich zum Haupttank im Heck einen Satteltank über den Schenkeln des Piloten. Vollgetankt, ohne Fahrer, wog der W 165 ganze 905 Kilogramm, wovon sich 53,3 Prozent über der Hinterachse verteilten.
Auch der Motor, nur mehr 195 Kilogramm schwer, konnte seine enge Verwandtschaft zum V12 des W 154 nicht verleugnen. Es war ein V8 mit 1493 Kubikzentimeter Hubraum und 90 Grad Zylinderbankwinkel, vier obenliegenden Nockenwellen und 32 Ventilen, deren Antrieb und Anordnung fast identisch waren mit denen des Grand-Prix-Modells. Je Zylinderreihe, die rechte war um 18 Millimeter nach vorn versetzt, gab es einen Stahlblock mit aufgeschweißtem Mantel für die Glykol-Umlaufkühlung. Die Köpfe waren mit den Zylindern verschweißt. Versuche mit einem Kreiselkompressor wurden abgebrochen, da bei niedriger Drehzahl der Ladedruck rasch abstürzte. Die Gemischbildung besorgten zwei Solex-Vergaser, unterstützt von zwei Roots-Gebläsen. Die entwickelten 187 kW (254 PS) bei 8250/min kamen einer Literleistung von 125 kW (170 PS) gleich. Für ausreichende Verzögerung war ebenfalls gesorgt; große Bremstrommeln mit einem Durchmesser von 360 Millimetern füllten fast das gesamte Innere der Speichenräder aus. Selbst die extremen Temperaturen im libyschen Gastland, am Renntag herrschten Temperaturen von 52 Grad Celsius an der Strecke, hatte man berücksichtigt, indem man die Kraftstoffleitung über Röhrenkühler führte.
Caracciola fuhr im Mercedes-Benz W 165 auf frischen Reifen mit seinem kurz übersetzten Wagen die volle Distanz durch, Hermann Lang legte, wie vorher festgelegt, einen schnellen Boxenstopp ein und gewann mit längerer Übersetzung (und dadurch mehr Höchstgeschwindigkeit) das Rennen von Tripolis mit fast einer Runde Vorsprung vor seinem Markenkollegen. Er hätte ihn überrunden können.
Technische Daten
| Einsatz:               | 1939 |
| Motor:                 | V8-Zylinder-Viertakt-Ottomotor, 90 Grad Zylinderbankwinkel, Aufladung über zwei Kompressoren (Roots-Gebläse) |
| Hubraum:               | 1495 cm³ |
| Leistung:              | 187 kW (254 PS)                                                                                              |
| Höchstgeschwindigkeit: | bis 272 km/h                                                                                                 |

## Rückkehr in den 1950er-Jahren

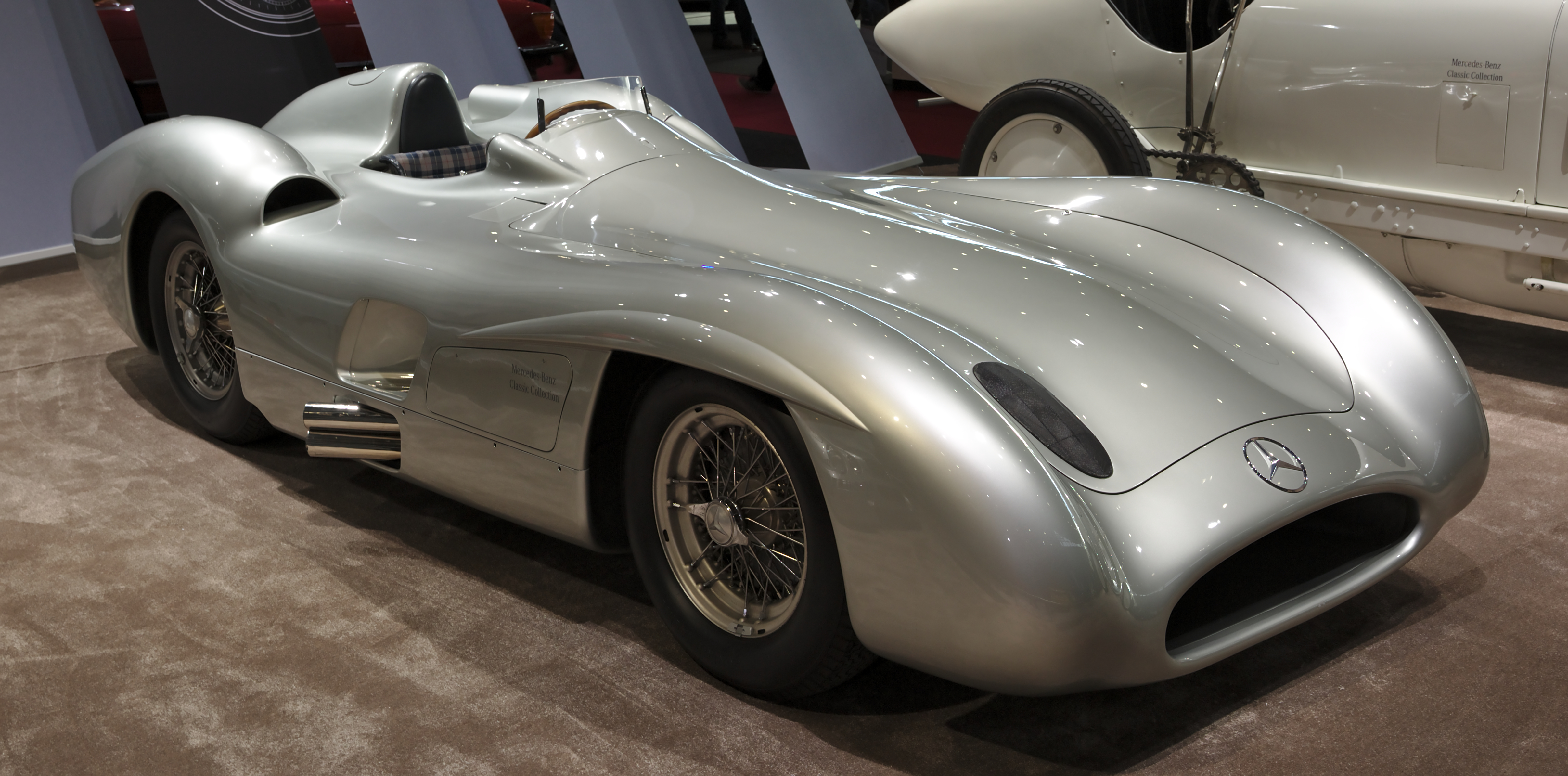
Silberpfeil W 196 „Monza“ mit Stromlinienkarosserie

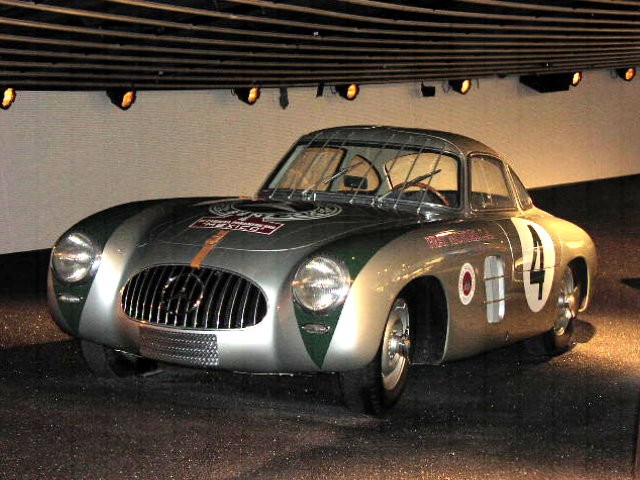
Mercedes-Benz 300 SL Typ W 194 von 1952 in Carrera-Panamericana-Ausführung im Mercedes-Benz Museum

Mercedes-Benz baute 1952 den Rennwagen 300 SL in den Varianten Coupé (Flügeltürer/Gullwing) und Roadster, der trotz seriennahem 3-Liter-Motor aus der Limousine des Typs 300 (W 186) überraschende Siege gegen deutlich stärkere Sportwagen errang, etwa bei der Carrera Panamericana und beim 24-Stunden-Rennen von Le Mans.
Daraufhin pausierte man ein Jahr und entwickelte einen neuartigen Rennwagen nach den neuen Regeln für die Formel 1 und konnte beim Debüt am 4. Juli 1954 auf dem Circuit de Reims-Gueux (Frankreich) einen Doppelsieg erringen. Die „Silberpfeile“ waren zurück und siegten mehrfach, meist mit Juan Manuel Fangio am Steuer. Ende der Saison 1955, die von der Katastrophe beim 24-Stunden-Rennen von Le Mans überschattet wurde, bei der ein Silberpfeil des Typs Mercedes-Benz 300 SLR verunglückte und mehr als 80 Zuschauer in den Tod riss, zog sich Mercedes sowohl aus der Formel 1 als auch von Sportwagenrennen zurück, da man alle WM-Titel gewonnen hatte. Die Silberpfeile kamen daraufhin ins Museum.
Als Straßenversion wurde der auf dem W 194 basierende 300 SL (W 198) jedoch noch bis 1963 angeboten.

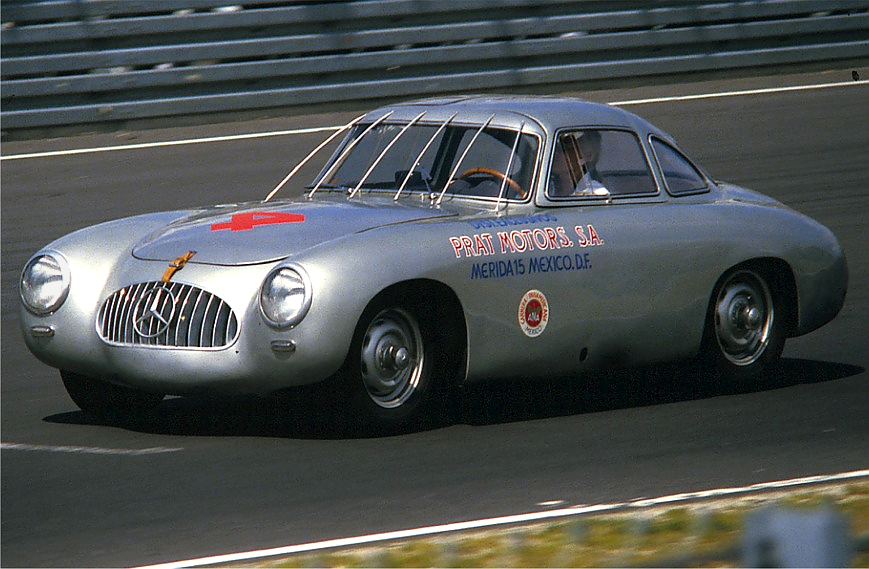
Mercedes-Benz 300 SL von 1952

Die Rennwagen von Porsche wiesen in den 1950er und Anfang der 1960er auch silberne Lackierungen bzw. blanke Alu-Karosserien auf. Bei den Sportwagen errang man dabei zahlreiche Erfolge, etwa bei der Carrera Panamericana und der Targa Florio, zudem 1962 einen Sieg in der Formel 1. Obwohl Firmengründer Ferdinand Porsche damals die Auto-Union-Rennwagen konstruiert hatte, wurde der Begriff Silberpfeil kaum mit Porsche in Verbindung gebracht – nicht zuletzt, da die Firma immer noch mit ihren kleinen hubraumschwachen Fahrzeugen normalerweise zwar Klassen- aber keine Gesamtsiege einfahren konnte. Zudem kamen bald Kunststoffkarosserien auf, die meist in weiß lackiert wurden.
Technische Daten
| Einsatz:               | 1952/53                              |
| Motor:                 | 6-Zylinder-Viertakt-Otto-Reihenmotor |
| Hubraum:               | 2996 cm³                             |
| Leistung:              | 129 kW (175 PS)                      |
| Höchstgeschwindigkeit: | 240 km/h                             |

## Mercedes-Benz W 196 R (1954/55)
Die Grand-Prix-Formel der CSI (Commission Sportive Internationale) ab 1954 schrieb unter anderem folgendes vor: Hubraum 750 mit bzw. 2500 Kubikzentimeter ohne Kompressor, beliebige Zusammensetzung des Treibstoffs, Renndistanz 300 Kilometer, mindestens jedoch drei Stunden. Entsprechend dieser Regelung entwickelte Mercedes-Benz den W 196 R. Mit der Leitung des Projekts betraut war Fritz Nallinger; maßgeblich beeinflusste die Entwicklung Rudolf Uhlenhaut, der langjährige Technikchef der Rennabteilung. Mit ihnen zusammen arbeiteten unter anderem die Ingenieure Ludwig Kraus, Hans Scherenberg, Manfred Lorscheidt, Hans Gassmann und Karl-Heinz Göschel.
Der Wagen, gefertigt in vierzehn Exemplaren inklusive eines Prototyps, war in den folgenden beiden Jahren äußerst erfolgreich. Die ursprüngliche Stromlinienkarosserie war zwar zweckmäßig, zur Standardausrüstung wurde ab dem Großen Preis von Deutschland auf dem Nürburgring Anfang August 1954 allerdings ein Monoposto mit frei stehenden Rädern. Der Gitterrohrrahmen war leicht und stabil, das Fahrwerk mit Drehstabfederung und einer neuen Eingelenk-Pendelachse hinten sowie großen luftgekühlten, innen mittig untergebrachten Duplex-Trommelbremsen unkonventionell. Der Achtzylinder-Reihenmotor mit Direkteinspritzung und desmodromisch gesteuerten Ventilen (1954: 188 kW (256 PS) bei 8260/min, 1955: 213 kW (290 PS) bei 8500/min) war im Winkel von 53 Grad nach rechts geneigt in das Chassis eingebaut, um den Schwerpunkt abzusenken und die Stirnfläche zu verkleinern. Rennleiter Alfred Neubauer engagierte den anfänglich zögernden Juan Manuel Fangio und dazu 1955 Stirling Moss als Fahrer.
Bevor der Achtzylindermotor erstmals auf dem Prüfstand lief, wurde wie üblich ein Versuchsaggregat mit nur einem Zylinder erprobt, mit 310 Kubikzentimeter Hubraum und vier Ventilen. Diese Lösung deckte auf, woran bereits die Silberpfeil-Rennmotoren der 1930er Jahre litten: Probleme im Ventiltrieb oberhalb von 8000/min, vor allem brechende Ventilfedern. Hans Gassmann kam die rettende Idee: Für das Öffnen und Schließen der Ventile waren Nocken und Schlepphebel zuständig, so dass man ohne Federn auskam. Die Vorzüge der Desmodromik lagen auf der Hand – höhere Drehzahlfestigkeit und im Ergebnis mehr Leistung. Da auf diese Weise auch größere und damit schwerere Ventile verwendet werden konnten, entschied man sich konventionell für zwei Ventile je Zylinder.
Die gemeinsam mit BOSCH entwickelte Einspritzpumpe, ähnlich der eines Dieselmotors, bestand aus einem Gehäuse mit acht Zylindern, aus dem der Treibstoff mit einem Druck von 100 kg/cm² (98 bar) direkt in die Brennräume gegeben wurde. Auf den Mercedes-Benz-Rennwagen 18/100 PS von 1914 ging zurück, dass die Zylinder (zwei Vierer-Gruppen mit zentraler Kraftabnahme) fest mit einer Grundplatte verbunden, aber getrennt von der Unterbringung des Nockenwellenantriebs auf ein Aluminiumgehäuse geschraubt waren, umgeben von einem verschweißten Kühlwassermantel. Als Treibstoff dienten die hochreaktiven ESSO-Mischungen mit dem Code RD 1, gemischt aus den Substanzen Benzol (45 Prozent), Methylalkohol (25 Prozent), Gasolin mit 110/130 Oktan (25 Prozent), Aceton (drei Prozent) und Nitrobenzol (zwei Prozent).
Die beiden Versionen des W 196 R waren mit relativ wenigen Handgriffen gegeneinander austauschbar: Chassis Nummer 10 etwa wurde 1955 bei den Grand Prix von Argentinien (unter Hans Herrmann, Karl Kling und Stirling Moss, Platz 4) und der Niederlande (mit Stirling Moss, Rang 2) mit offenen Rädern eingesetzt und voll verkleidet als Trainingswagen in Monza. Welche Variante zum Einsatz kam, hing von den Eigenheiten der Strecke, der Strategie sowie den Präferenzen des jeweiligen Fahrers ab. Dass der W 196 R mit einer Pendelachse mit tief gelegtem Drehpunkt anstatt der üblichen De-Dion-Achse an den Start ging, erklärte Uhlenhaut mit dem Zeitdruck, unter dem der Wagen 1953 konzipiert worden sei. Zudem habe es hinreichende Erfahrungen mit dieser Lösung gegeben. Zu einer guten Massenverteilung trug die gezielte Verlagerung großer Gewichte des W 196 R bei: Wasser- und Ölkühler ganz nach vorn, Treibstoff- und Öltank ganz nach hinten. 1955 standen drei Radstände zur Verfügung (2150, 2210 und 2350 Millimeter), außerdem befanden sich die vorderen Trommelbremsen bei einigen Wagen innerhalb der Räder. Die Variante mit dem kürzesten Radstand eignete sich naturgemäß am besten für den verwinkelten Stadtkurs von Monaco; jedoch wurde der 22. Mai 1955 zu einem „Schwarzen Tag“ für Mercedes-Benz. Schon im Training erlitt Hans Herrmann einen Unfall. Im Rennen schied Juan Manuel Fangio mit einem Bruch der Kardanwelle aus, Stirling Moss, ebenso wie Ersatzfahrer André Simon, mit Motorschaden.
Die Rennbilanz des W 196 R: Neun Siege und schnellste Runden sowie acht Pole-Positions bei zwölf Grand-Prix-Teilnahmen sowie die beiden Fahrertitel 1954 und 1955 für Juan Manuel Fangio.
Technische Daten
| Einsatz:               | 1954/55                                                     |
| Motor:                 | 8-Zylinder-Viertakt-Otto Reihenmotor mit Direkteinspritzung |
| Hubraum:               | 2496 cm³                                                    |
| Leistung:              | 188 kW (256 PS), später bis zu 213 kW (290 PS)              |
| Höchstgeschwindigkeit: | über 300 km/h                                               |

## Mercedes-Benz 300 SLR (1955)
Bereits im Jahr zuvor war Mercedes-Benz mit zwei Rennen Verspätung in die Formel 1 eingestiegen; 1955 blieb man ebenfalls den ersten beiden Läufen in Buenos Aires und Sebring fern, um dann mit dem inzwischen technisch ausgereiften 300 SLR bei den Klassikern Mille Miglia, Le Mans, RAC Tourist Trophy und Targa Florio aufzutrumpfen. Jedoch erst auf Mitte Oktober auf Sizilien sicherte sich Mercedes-Benz die Meisterschaft in der Herstellerwertung, unterstützt von einer aufwändigen Teamstruktur: Acht Rennfahrzeuge und acht schwere Lastwagen sowie 15 Personenwagen verließen in Palermo die Fähre aus Richtung Neapel, betreut von 45 Mechanikern. SLR-Pilot Stirling Moss lobte seinerzeit das überdurchschnittliche Maß an Vorbereitung, Präzision und logistischem Aufwand.
Man hatte den 300 SLR bereits für die 24 Stunden von Le Mans 1954 gemeldet, die Nennung dann jedoch kurzfristig zurückgezogen. Erst im September absolvierte ein Prototyp im Park von Monza erste Testrunden, mit 860 Kilogramm Trockengewicht einschließlich zweier Reserveräder im Gepäckabteil. Bereits seine interne Bezeichnung W 196 S verwies auf die nahe Verwandtschaft zum damaligen Grand-Prix-Silberpfeil, der in der Tat überall Pate stand. Bei seinem Motor, mit zwei Millimeter mehr Bohrung und 9,2 Millimeter mehr Hub auf 2982 Kubikzentimeter Hubraum gebracht, handelte es sich um die höchste Ausbaustufe des Achtzylinder-Reihenmotors, 218 kW (296 PS) bei 7400/min stark. Empfohlene Drehzahl, Leistung und Tankvolumen wechselten je nach Charakter des anstehenden Rennens zwischen Sprint (wie beim Eifelrennen auf dem Nürburgring über 228,1 Kilometer) und Langstreckenrennen (wie in Le Mans). Zylinderkopf und Zylinder waren eine Einheit, die beiden Vierer-Blöcke (jeder 17,5 Kilogramm schwer) bestanden aus Silumin statt wie bisher aus Stahl. Bei einem Einbaugewicht von 235 Kilogramm wartete dieses Aggregat mit hoher Standfestigkeit auf, eines wurde auf dem Leistungsprüfstand bei Renndrehzahlen über 9800 Kilometer und 32 weitere Stunden getestet. Nur die Kolbenringe tauschte man nach 5954 Kilometern aus. Im Winkel von 57 Grad nach rechts geneigt, verbaute man den Motor noch vier Grad flacher im Chassis des SLR, das dennoch im Hinblick auf die das Material fordernden Straßenkurse erheblich mehr Bodenfreiheit bot als der Einsitzer. Angetrieben wurde der Motor mit einer Mischung aus 75 Prozent Tankstellentreibstoff, 15 Prozent Methylalkohol und zehn Prozent Benzol.
Die Radaufhängung des W 196 R wurde übernommen, mit doppelten Querlenkern vorn und einer Schwingachse hinten. Der 60 Kilogramm leichte Gitterrohrrahmen des Sportwagens, ausgelegt für zwei Personen, war eher dem 300 SL von 1952 entlehnt, ein Fachwerk von Rohren mit einem Durchmesser von 25 Millimetern bei einem Millimeter Wandstärke vor allem im Bereich der tief angesiedelten Flanken und stärkeren Verstrebungen im Bereich der Radaufhängungen. Im Übrigen hatte sich der zuständige Ingenieur Ludwig Kraus und sein Team auch an die Vorgaben im Anhang J der FIA-Regularien zu halten, welche nach zwei Türen verlangten und die Maße des Passagierraums absteckten. Dennoch saß der Fahrer wie im Rennwagen mit gespreizten Beinen über dem Kupplungstunnel. Das abnehmbare Lenkrad des 300 SLR war links angebracht, im Unterschied zu seinen Konkurrenten von Jaguar oder Ferrari, obwohl diese damit eigentlich besser für die europäischen Kurse gerüstet waren, die im Uhrzeigersinn gefahren wurden.
Nur bei der Mille Miglia waren zwei von vier Piloten tatsächlich mit Beifahrer unterwegs: Der englische Motorjournalist Denis Jenkinson unterstützte Stirling Moss und nutzte dafür das „Gebetbuch“ – eine Erfindung des Rennfahrers Hans Klenk. Hans Herrmann wurde von Fangios Mechaniker Hermann Eger begleitet. Fangio selbst und Karl Kling zogen es vor, solo zu starten. Der Copilot hatte unter anderem auch die Aufgabe, im Ernstfall eine Hupe zu betätigen, um den Fahrer zu entlasten.
In Le Mans machten die silbernen Zweisitzer zunächst Furore mit unkonventionellen Bremshilfen. Zum einen ließ sich mit Hilfe von vier Knöpfen etwas Öl in die jeweilige Bremstrommel sprühen, wenn ein Rad blockierte, was damals bei Fahrzeugen aller Marken verhältnismäßig oft passierte. Zum anderen stellte sich, vom Fahrer per Hand aktiviert, bei Bedarf am Fahrzeugheck eine zusätzliche Luftbremse senkrecht in den Fahrtwind. Noch einmal eingesetzt wurde die Luftbremse beim Großen Preis von Schweden auf der Rennstrecke Råbelöfsbanan Anfang August.
Die Bilanz des 300 SLR im Jahr 1955: Stirling Moss’ Mille-Miglia-Triumph sowie die Siege bei der Tourist Trophy und der Targa Florio. Auf der anderen Seite stand die Tragödie von Le Mans, wo bei einem fremdverschuldeten Unfall der Mercedes-Fahrer Pierre Levegh (alias Pierre Bouillon) und mehr als 80 Zuschauer das Leben verloren. Dieses Ereignis bestärkte Daimler-Benz in dem schon vorher gefassten Entschluss, sich mit dem Ende der Saison 1955 aus dem großen Rennsport zurückzuziehen.
Fakten
| Einsatz:               | 1955                                                         |
| Motor:                 | 8-Zylinder -Viertakt-Otto-Reihenmotor mit Direkteinspritzung |
| Hubraum:               | 2982 cm³                                                     |
| Leistung:              | 288 kW (392 PS)                                              |
| Höchstgeschwindigkeit: | über 300 km/h                                                |

Bei Mercedes-Benz wurden in den 1960er Jahren bis Anfang der 1980er sporadisch Tourenwagenrennen und Rallyes mit seriennahen Limousinen und Coupés der S-Klasse gefahren. Auch hier kam der Begriff Silberpfeil nicht zur Anwendung. Ein geplanter Einstieg in die Rallye-WM mit dem neuen kompakten Mercedes-Benz 190E 2.3-16V wurde abgesagt, nachdem Auto-Union-Nachfolger Audi dort mit Turbo und Allradantrieb im quattro ein Wettrüsten ausgelöst hatte.

## Sportwagenrennen in den 1980er- und 1990er-Jahren

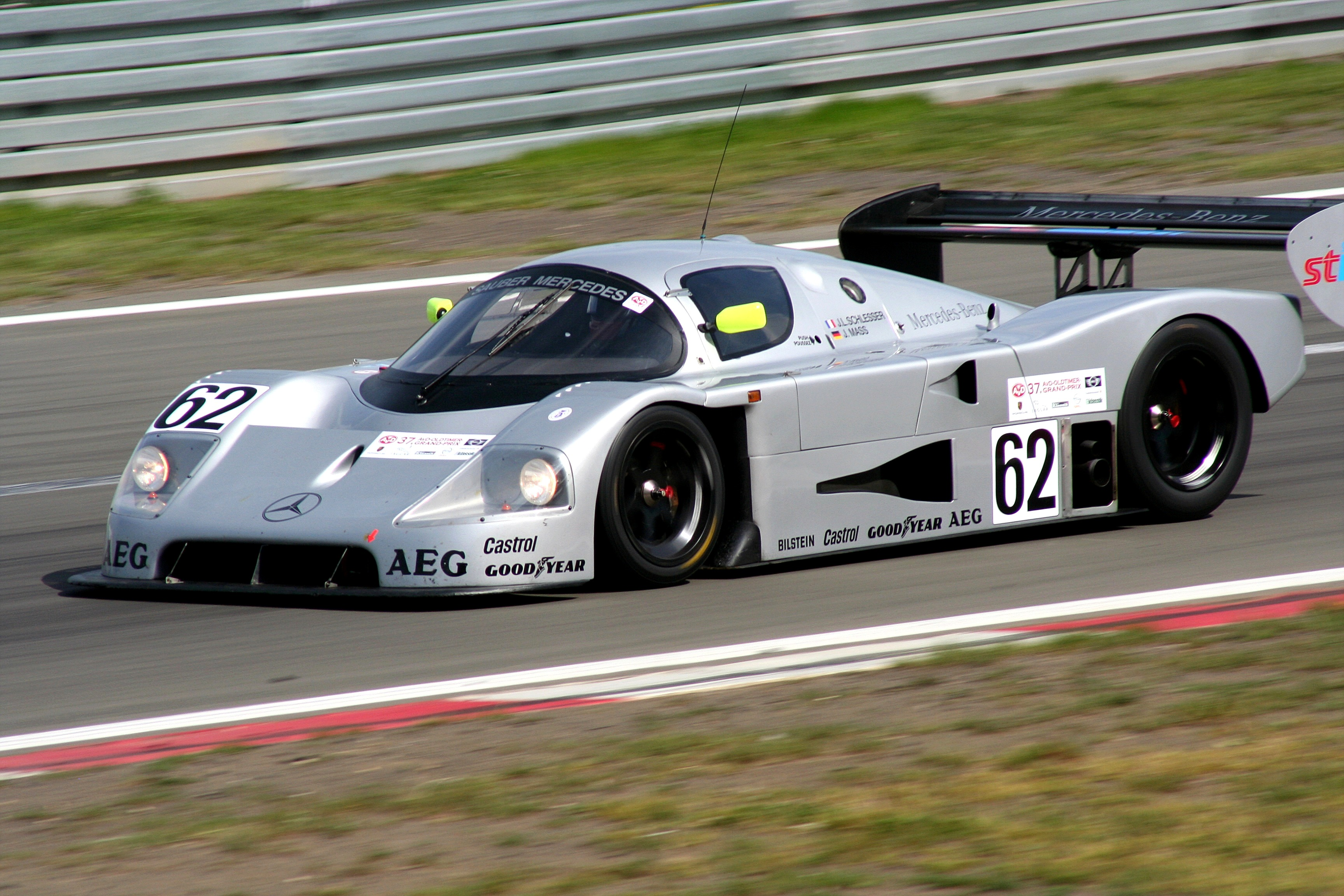
Sauber-Mercedes C9 in der silberfarbenen Lackierung von 1989 beim Oldtimer-Grand-Prix 2009 auf dem Nürburgring

Ende der 1980er Jahre entschlossen sich die Verantwortlichen bei Mercedes-Benz, die von Mercedes-V8-Motoren angetriebenen Sportwagen des Schweizers Peter Sauber werksseitig zu unterstützen. Die wurden 1989 silberfarbig lackiert und daraufhin als „Silberpfeile“ bezeichnet. Als Erfolge sind der Gewinn der Langstrecken-Weltmeisterschaft sowie des 24-Stunden-Rennens von Le Mans zu verzeichnen. Zudem setzte Mercedes-Benz Nachwuchspiloten ein, u. a. Michael Schumacher, Heinz-Harald Frentzen und Karl Wendlinger, mit denen Sauber 1993 in die Formel 1 wechselte. Der Monoposto war jedoch schwarz lackiert, nur der Schriftzug „concept by Mercedes-Benz“ gab einen Hinweis darauf, dass Mercedes-Benz die Entwicklung eines Motors unterstützte, den der Schweizer Mario Illien unter dem Namen Ilmor in England baute. Schon 1995 wechselte dieser Motor zum Team McLaren.
1999 beim 24-Stunden-Rennen von Le Mans trafen erstmals seit 60 Jahren wieder die Silberpfeile mit dem Stern bzw. den vier Ringen aufeinander. Während die von Audi England eingesetzten R8C-Coupés mit den eigentlich Mercedes-typischen Flügeltüren mit technischen Defekten ausfielen, erreichten die vom deutschen Joest-Team eingesetzten offenen R8R-Sportwagen das Ziel als Dritte und Vierte. Gewonnen hatte ein klassisch weiß lackierter V12-BMW-Prototyp.
Mercedes-Benz dagegen erlebte ein Debakel, da die CLR-Silberpfeile infolge der extremen Auslegung von Aerodynamik und Fahrwerk dreimal wie ein Flugzeug abhoben und spektakulär mit Überschlag verunfallten, zum Glück ohne ernsthafte gesundheitliche Folgen für die Fahrer. Die Teamleitung zog daraufhin den letzten verbliebenen Wagen vom Rennen zurück und beendete alle Aktivitäten bei den Sportwagen, während Audi in den folgenden Jahren große Erfolge mit dem Audi R8 einfahren konnte. Der Audi R8, stets silbern lackiert, gilt heute als erfolgreichster Sportwagen-Prototyp aller Zeiten.

## McLaren-Mercedes
Ab 1997 trat das Team McLaren-Mercedes erstmals wieder mit silber-schwarzen und ab 2005 mit silber-roten Autos an. Diese Abkehr von der jahrelang beibehaltenen rot-weißen Lackierung markierte gleichzeitig einen Wendepunkt in der Entwicklung. Vom Mittelfeld stießen die nun wieder als „Silberpfeile“ bezeichneten Wagen in die Spitze vor und zeigten insbesondere durch Mika Häkkinens Weltmeistertitel 1998 und 1999 sowie den WM-Gewinn in der Konstrukteurswertung 1998 ihre Konkurrenzfähigkeit. Nach einem weiteren zweiten WM-Platz in der Saison 2000 beeinträchtigten jedoch oftmals technische Probleme den Weg an die Spitze. Kimi Räikkönen wurde 2003 und 2005, Lewis Hamilton 2007 jeweils WM-Zweiter, 2008 gelang es Lewis Hamilton den Titel des Weltmeisters zu erringen. 2009 gewann Lewis Hamilton zwei Rennen. Nach der Saison änderte sich die Zusammenarbeit zwischen McLaren und Mercedes-Benz grundlegend. Am 16. November 2009 gab Dieter Zetsche bekannt, dass die Daimler AG zur Saison 2010 den Rennstall Brawn GP übernimmt und bis 2011 die McLaren-Anteile zurückverkaufen wird. McLaren sollte langfristig Motorenkunde bei Mercedes AMG HPP bleiben, die Option, den bis Ende 2014 laufenden Vertrag zu verlängern, ließ McLaren jedoch im Mai 2013 verstreichen. Sämtlicher Technologietransfer wurde daraufhin eingestellt.

## Mercedes AMG F1 Team

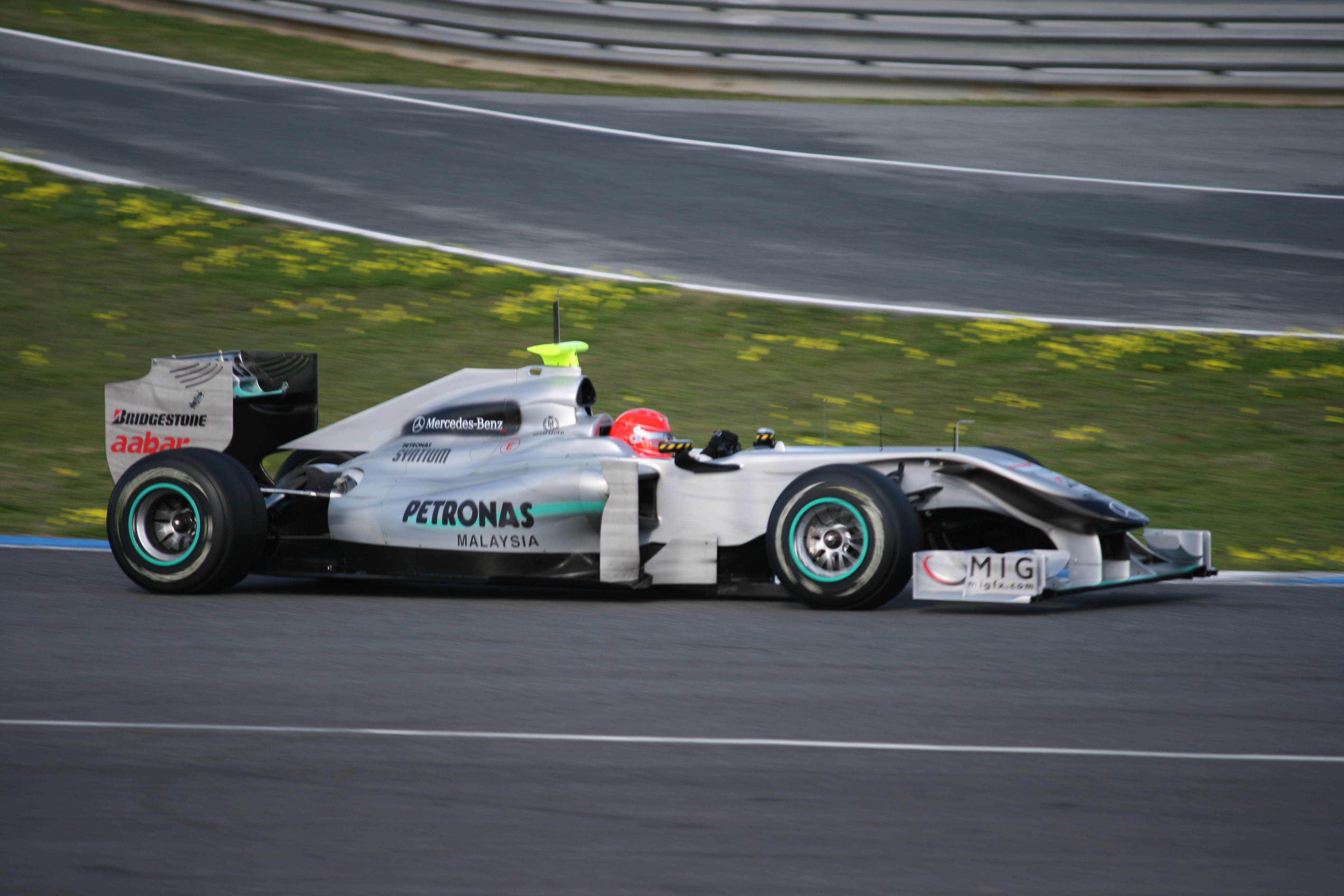
Mercedes MGP W01, erster Werks-Mercedes-Silberpfeil in der Formel 1 seit 1955

Seit der Saison 2010 nimmt Mercedes-Benz wieder mit einem eigenen Werksteam an der Formel-1-Weltmeisterschaft teil. Das Mercedes AMG F1 Team war mit dem Mercedes MGP W01 und den Rennfahrern Michael Schumacher und Nico Rosberg der erste „echte“ Mercedes-Silberpfeil-Rennstall seit 1955 in der Formel 1. Nach vereinzelten Rennsiegen in den ersten vier Saisons dominierte das Team mit Einführung der Hybrid-Motoren in den Jahren 2014–2016 mit der Fahrerpaarung Lewis Hamilton und Nico Rosberg die Formel 1: Von 59 Rennen wurden 51 gewonnen, die Pole-Position konnte sogar bei 56 davon erreicht werden. Hamilton gewann zwei Fahrertitel, Rosberg wurde 2016 Weltmeister.
2017, 2018 und 2019 konnte Mercedes erneut jeweils beide Titel mit dem Duo Hamilton/Bottas gewinnen. Sechs Konstrukteurstitel in Folge konnte zuvor nur Ferrari (1999 bis 2004) gewinnen.
Von den insgesamt 100 zwischen 2014 und 2018 gefahrenen Grand-Prix konnte Mercedes-Benz 74 gewinnen. Lewis Hamilton avancierte zum erfolgreichsten Mercedes-Piloten der Geschichte. Das Mercedes-Team stellte zahlreiche Saison-Rekorde auf.
Ende Juni 2020 wurde die silberne Lackierung wieder geändert. Im Zuge von Black Lives Matter traten die Mercedes-AMG F1 W11 EQ Performance von Mercedes AMG F1 Team mit einer schwarzen Basislackierung und dem Slogan „End Racism“ an, als ein „weltweites Statement im Kampf gegen Rassismus und alle Formen der Diskriminierung“. Diese schwarze Lackierung wurde auch beim Mercedes-AMG F1 W12 E Performance beibehalten. Mercedes-AMG kehrte mit Beginn der Saison 2022 zu der silbernen Lackierung zurück. Alle dieser Fahrzeuge werden ebenfalls als „Silberpfeile“ bezeichnet.

## Dokumentarfilme
- Deutsche Siege in drei Erdteilen. Regie: Ulrich Bigalke, 95 Min., Deutschland 1937.[11]
- Rennfieber. Regie: Josef Mühlbauer, Deutschland 1955.[12]
- Die Audi-Silberpfeile. Produktion: Spiegel TV, 42 Min., Deutschland 2007.[13]
- Hitlers Rennschlachten – Wie die Silberpfeile siegen lernten. Regie: Eberhard Reuß, 45 Min., Deutschland 2009.[14]
- Angriff der Silberpfeile – Die Rennsport Legende kehrt zurück. Produktion: N24, 45 Min., Deutschland 2012.[15]
- Magische Momente – Die Stunde der Silberpfeile. Regie: Saskia Weisheit, 10 Folgen, 519 Min., Deutschland 2013 (Kurzversion bei YouTube).[16]